# Saint-Pierre-Église
Pour les articles homonymes, voir Saint-Pierre.
Saint-Pierre-Église est une commune française, située dans le département de la Manche en région Normandie, peuplée de 1 797 habitants.

## Géographie

### Localisation
La commune est située au nord-est du Cotentin dans le Val de Saire. Son bourg est à 15 km au nord-ouest de Saint-Vaast-la-Hougue, à 18 km à l'est de Cherbourg-en-Cotentin et à 22 km au nord de Valognes.
Les communes limitrophes sont Clitourps, Vicq-sur-Mer, Théville et Varouville.

### Géologie et relief
Le territoire de la commune est de 806 hectares.

### Hydrographie
La commune est située dans le bassin Seine-Normandie. Elle est drainée par le cours d'eau 01 de la Haute Pierre, le cours d'eau 01 du Hable, le fossé 01 de la Fichetterie, le fossé 01 du Plat Douet, le fossé 02 de la Haute Pierre, le No, le ruisseau de Hacouville et le ruisseau de la Fontaine des Dalles,,.

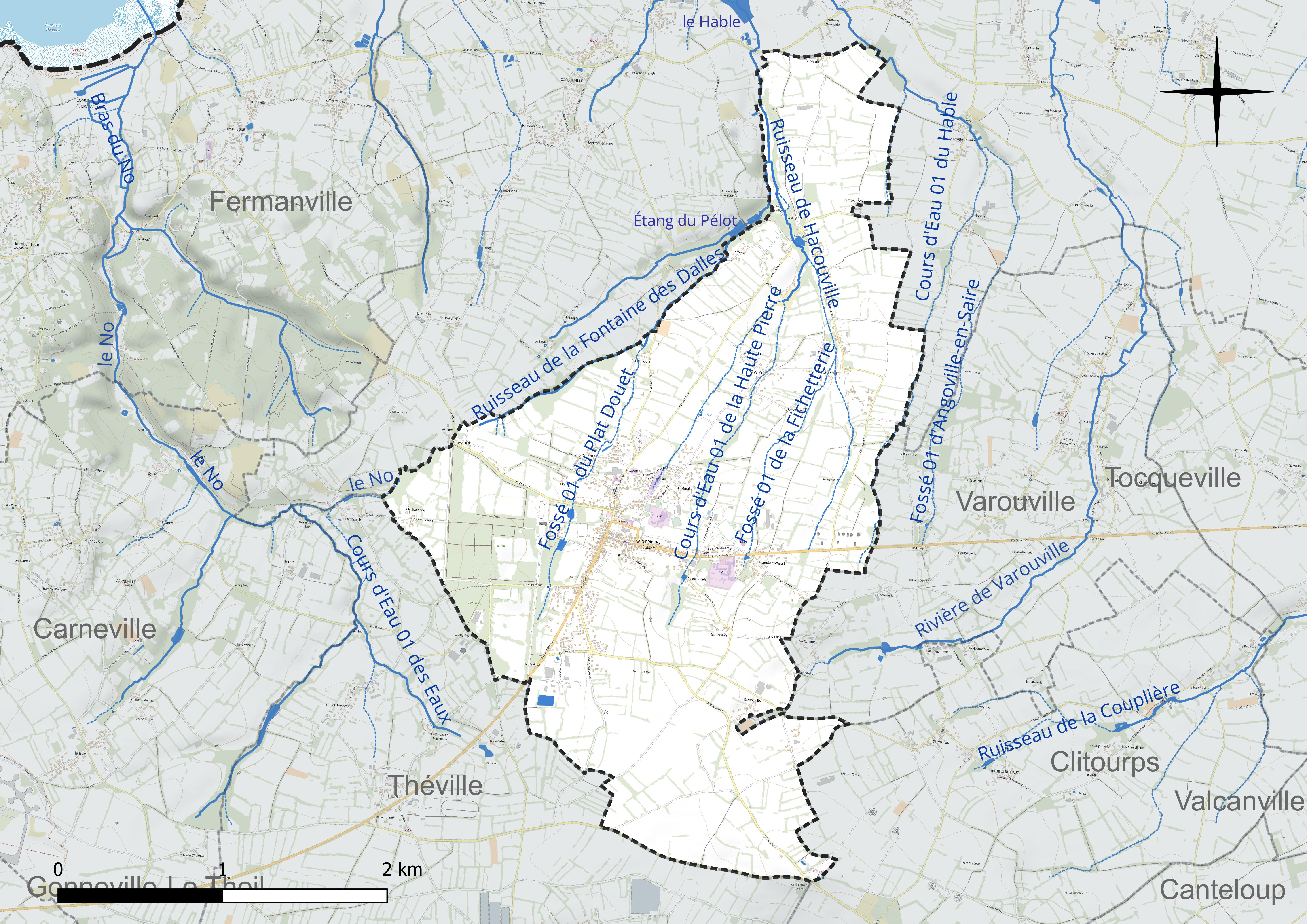
Réseau hydrographique de Saint-Pierre-Église.

Un plan d'eau complète le réseau hydrographique : l'étang du Pélot, d'une superficie totale de 0,9 ha (0 ha sur la commune),.

### Climat
Pour des articles plus généraux, voir Climat de la Normandie et Climat de la Manche.
En 2010, le climat de la commune est de type climat océanique franc, selon une étude du CNRS s'appuyant sur une série de données couvrant la période 1971-2000. En 2020, Météo-France publie une typologie des climats de la France métropolitaine dans laquelle la commune est exposée à un climat océanique et est dans la région climatique  Normandie (Cotentin, Orne), caractérisée par une pluviométrie relativement élevée (850 mm/a) et un été frais (15,5 °C) et venté. Parallèlement le GIEC normand, un groupe régional d’experts sur le climat, différencie quant à lui, dans une étude de 2020, trois grands types de climats pour la région Normandie, nuancés à une échelle plus fine par les facteurs géographiques locaux. La commune est, selon ce zonage, exposée à un « climat maritime », correspondant au Cotentin et à l'ouest du département de la Manche, frais, humide et pluvieux, où les contrastes pluviométrique et thermique sont parfois très prononcés en quelques kilomètres quand le relief est marqué.
Pour la période 1971-2000, la température annuelle moyenne est de 10,7 °C, avec une amplitude thermique annuelle de 11 °C. Le cumul annuel moyen de précipitations est de 914 mm, avec 14 jours de précipitations en janvier et 7,1 jours en juillet. Pour la période 1991-2020, la température moyenne annuelle observée sur la station météorologique la plus proche, située sur la commune de Gonneville-Le Theil à 6 km à vol d'oiseau, est de 11,0 °C et le cumul annuel moyen de précipitations est de 940,4 mm,. Pour l'avenir, les paramètres climatiques de la commune estimés pour 2050 selon différents scénarios d’émission de gaz à effet de serre sont consultables sur un site dédié publié par Météo-France en novembre 2022.

## Urbanisme

### Typologie
Au 1er janvier 2024, Saint-Pierre-Église est catégorisée bourg rural, selon la nouvelle grille communale de densité à sept niveaux définie par l'Insee en 2022.
Elle est située hors unité urbaine.
Par ailleurs la commune fait partie de l'aire d'attraction de Cherbourg-en-Cotentin, dont elle est une commune de la couronne,. Cette aire, qui regroupe 77 communes, est catégorisée dans les aires de 50 000 à moins de 200 000 habitants,.

### Occupation des sols
L'occupation des sols de la commune, telle qu'elle ressort de la base de données européenne d’occupation biophysique des sols Corine Land Cover (CLC), est marquée par l'importance des territoires agricoles (80 % en 2018), en diminution par rapport à 1990 (84,1 %).
La répartition détaillée en 2018 est la suivante : terres arables (39,1 %), prairies (38,9 %), zones urbanisées (15,2 %), forêts (4,5 %), zones agricoles hétérogènes (2 %), zones humides intérieures (0,2 %).

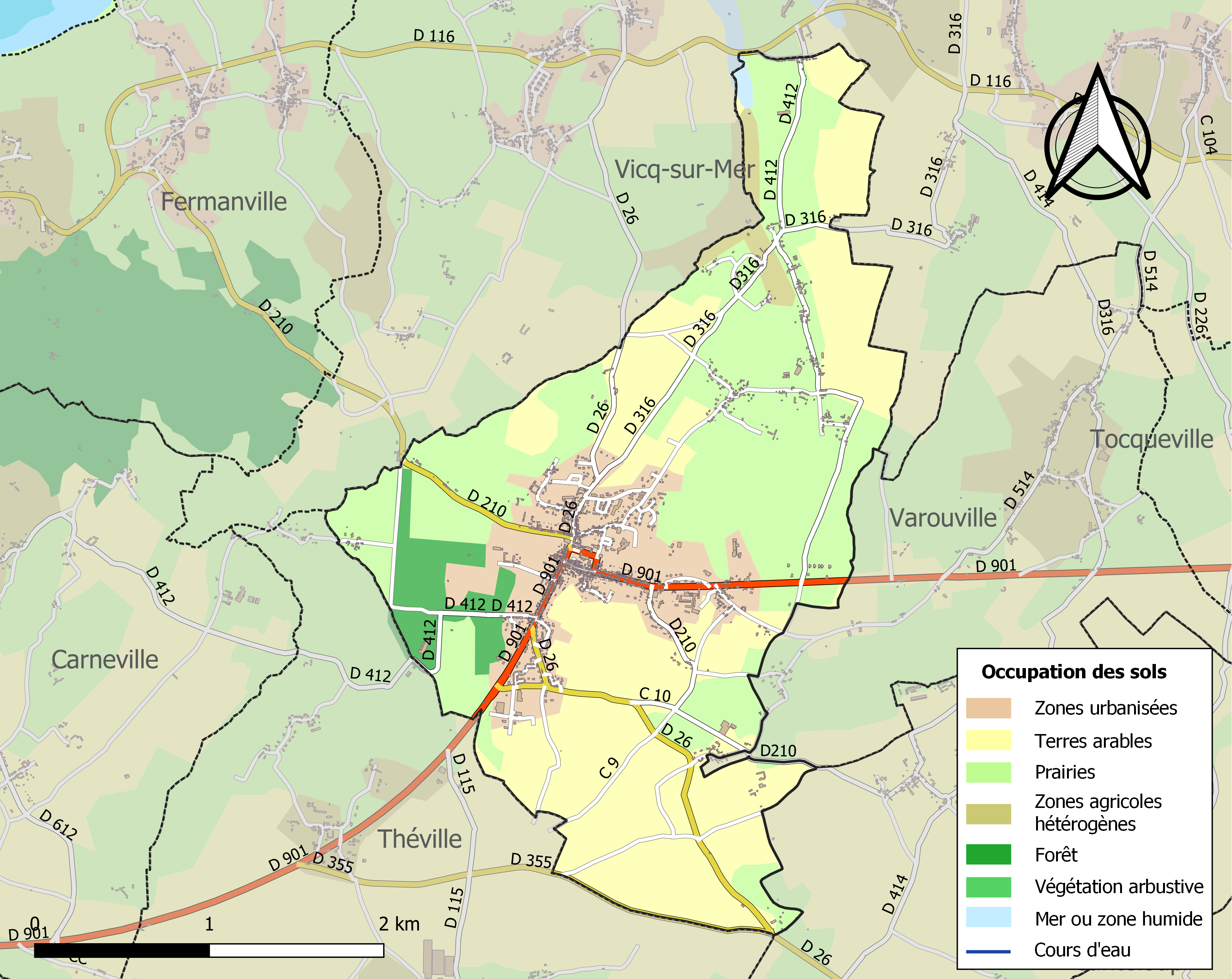
Carte des infrastructures et de l'occupation des sols de la commune en 2018 (CLC).

L'évolution de l’occupation des sols de la commune et de ses infrastructures peut être observée sur les différentes représentations cartographiques du territoire : la carte de Cassini (XVIIIe siècle), la carte d'état-major (1820-1866) et les cartes ou photos aériennes de l'IGN pour la période actuelle (1950 à aujourd'hui).

### Morphologie urbaine
La commune est composée de nombreux hameaux et de son gros bourg excentré au sud. Celui-ci, avec La grand-place et sa statue au centre de l'abbé de Saint-Pierre, offre de belles maisons bâties en granit taillé. L'église est quant à elle construite presque contre le mur du château.

## Toponymie
Le nom de la localité est attesté sous la forme latinisée Sancti Petri Ecclesia au XIIe siècle.
Son sens est « église Saint-Pierre » ou « église de Saint-Pierre », la paroisse et son église étant effectivement dédiées à Pierre, apôtre et premier pape, au Ier siècle.
Ce type de formation toponymique médiévale est identique à celui de Sainte-Mère-Église (Manche, Sancte Marie Ecclesia 1080-1082 ; Saincte Mariglise 1317), signifiant « église Sainte-Marie ». Plus loin, les types Arthéglise (Manche, Archetiglise vers 1150, « l’église d’Arnketill », nom de personne scandinave) et l'Écluse (Manche, Saint-Martin-le-Gréard, altération de Coleclesia vers 1000, c'est-à-dire *Coliglise / *Coléglise, « l'église de Koli », nom de personne scandinave) sont également formés sur le modèle déterminant - déterminé : nom de personne ou de saint + église. Il s'agit d'un mode de composition influencé par les langues germaniques (régionalement vieux norrois et vieil anglais également) et que l'on retrouve plus généralement en Normandie, par exemple Buglise (Seine-Maritime, Ecc. de Buiglise vers 1240, sur nom de personne scandinave Búi) et, avec l'appellatif vieux norrois kirkja « église », Yvecrique (Seine-Maritime) « l'église d'Yves ».
Au cours de la période révolutionnaire de la Convention nationale (1792-1795), la commune a porté le nom de Pierre-Ferme.

## Histoire

### Préhistoire
L'occupation est ancienne, comme à Maupertus et à Fermanville, avec la découverte et la fouille par Dominique Cliquet, d'un site qui abritait des Néandertaliens.
Les menhirs des Trois Princesses, dont deux sont sur Saint-Pierre, le troisième, la Pierre Plantée est sur Cosqueville, témoignent également de l'ancienneté d'une occupation humaine.

### Moyen Âge
Après la conquête de l'Angleterre en 1066, les Clamorgan, seigneurs anglo-saxons, ralliés à Guillaume le Conquérant, se virent doté du fief de Saint-Pierre-Église,.
D'après le Livre noir de l'évêché de Coutances, vers 1251, le territoire de Saint-Pierre-Église était partagé en plusieurs seigneuries, possessions des Clamorgan et des Nerbonne. Ces derniers avaient disparu un siècle plus tard, les Clamorgan se partageant le fief. En 1349, est citée Jeanne de Clamorgan, fille de Jean de Clamorgan, dame de Carteret, de Saint-Plançois-du-Mor (probablement à Saint-Sauveur-de-Pierrepont), et en partie de Saint-Pierre-Église qui épousa Jean Le Sage, chevalier, seigneur de Chandon en Touraine (Amboise). Leur fils, Pierre Le Sage, seigneur de Chandon, Saint-Pierre-Église et Carteret, épousa Jeanne Piquet. De cette union sont issus : Robert Le Sage (né vers 1380), comte de Chandon, et Raoul Le Sage, chevalier de Chandon, seigneur de Carteret, de Saint-Plançois-du-Mor et, en partie, de Saint-Pierre-Église et Rauville.
En mai 1405, le duc de Lancastre, futur roi d'Angleterre sous le nom d'Henri V, débarque à la Hougue ; Saint-Pierre-Église et trente-six paroisses sont pillées. En 1417, le seigneur de Saint-Pierre, Raoul Lesage, descendant des Clamorgan, contrairement à ses voisins, se rallie aux Anglais et devient l'un des principaux conseillers du duc de Bedford, frère d'Henri V et préside l'échiquier de Normandie. Le roi d'Angleterre, Henri V lui donne les fiefs confisqués de Bellanville (1er août 1421), et l'intègre au grand conseil. Raoul fera bénéficier l'église de Valognes de ses deniers et entreprit probablement l'édification d'un manoir fortifié à Saint-Pierre où il résidait peu. En 1438, dans le partage de sa succession, la seigneurie de Saint-Pierre échoit à son cousin Thomas V de Clamorgan, rallié également au roi d'Angleterre pour lequel il occupe les fonctions de vicomte de Coutances (fl. 1424-1430) et Valognes (1429-1433) où il possédait un hôtel situé rue Siquet. Il se montrera également très généreux avec l'église de Valognes. Charles VII une fois rentré en possession de la Normandie, en 1450, conserva à Thomas son fief de Saint-Pierre, mais reprit les fiefs confisqués afin de les rendre à leurs propriétaires.
Depuis le Moyen Âge, s'y tenait une foire annuelle dite de la Saint-André.

### Temps modernes
En 1515, c'est Jean de Clamorgan, petit-fils de Thomas, qui rend aveu au roi de la seigneurie de Saint-Pierre. Dans l'aveu, il est fait mention pour la première fois d'une « forte maison à pont-levis », fief « qui s'étend d'ancienneté sur les paroisses de Clitourps, Cosqueville, Fermanville et Néville, etc. ». Outre les halles de Saint-Pierre, il fait édifier un moulin, au lieu-dit la Masse, car ses moulins d'Hacouville étaient trop éloignés du bourg. Lui succède son fils, nommé également Jean de Clamorgan. En 1567, Jacques de Clamorgan, seigneur du lieu et sergent hérédital de Beaumont, est taxé de trente livres dans le rôle de ban et d'arrière-ban de la vicomté de Valognes. Sa nièce, Jacqueline de Clamorgan, épouse de Nicolas du Puits, seigneur de Sandouville, et leurs fils, Jean Jean du Puits, vendent en 1575 à Richard Castel († 1592), seigneur de Rauville, le fief terre et sieurie de Saint-Pierre, et qui passera à sa mort à son fils Nicolas Castel († 1634), qui lors des guerres de Religion prendra le parti du roi et participera aux rencontres d'Arques et d'Ivry. François II du Tourps († 1595), ligueur, comme son père François sieur du Tourps, attaquera le marché de Saint-Pierre.

#### Foires et marchés
Le marché de Saint-Pierre-Église existe depuis 1517. C'est François Ier qui par lettres patentes octroyées à Rouen en août autorise Jean de Clamorgan à tenir un marché hebdomadaire, le mercredi, dans la paroisse, où ce dernier fait construire des halles.

#### Fief du Vieul
En 1567, Jehan Le Febvre, écuyer, sieur du Vieul, est taxé pour ce fief de 100 solz dans le rôle des nobles et roturiers, au titre du ban et de l'arrière ban de la vicomté de Coutances, réalisé par Gilles Dancel, seigneur d'Audouville, lieutenant général du bailli de Cotentin, tenu à Coutances les 20-22 octobre. Le fief du Vieul à Saint-Pierre-Église qui valait un huitième de fief de haubert, relevait de la baronnie de Sainte-Marie-du-Mont.

## Politique et administration

### Élections municipales et communautaires

#### Liste des maires
| Période                                  | Période   | Identité             | Étiquette | Qualité                                                       |
| ---------------------------------------- | --------- | -------------------- | --------- | ------------------------------------------------------------- |
| avant 1988                               | ?         | René Clot            |           |                                                               |
| 1998                                     | mars 2014 | Christine Lebacheley | SE-DVD    | Assistante en communication, conseillère générale (2004-2015) |
| mars 2014                                | En cours  | Daniel Denis         | SE        | Négociateur en fonds de commerce                              |
| Les données manquantes sont à compléter. |           |                      |           |                                                               |

Le conseil municipal est composé de dix-neuf membres dont le maire et cinq adjoints.

### Jumelages
- Twyford (Royaume-Uni).

## Population et société
Les habitants de la commune sont appelés les Saint-Pierrais’.

### Démographie
L'évolution du nombre d'habitants est connue à travers les recensements de la population effectués dans la commune depuis 1793. Pour les communes de moins de 10 000 habitants, une enquête de recensement portant sur toute la population est réalisée tous les cinq ans, les populations de référence des années intermédiaires étant quant à elles estimées par interpolation ou extrapolation. Pour la commune, le premier recensement exhaustif entrant dans le cadre du nouveau dispositif a été réalisé en 2008.
En 2022, la commune comptait 1 797 habitants, en évolution de −0,11 % par rapport à 2016 (Manche : −0,31 %, France hors Mayotte : +2,11 %).
Saint-Pierre-Église a compté jusqu'à 2 436 habitants en 1851.
| 1793  | 1800  | 1806  | 1821  | 1831  | 1836  | 1841  | 1846  | 1851  |
| ----- | ----- | ----- | ----- | ----- | ----- | ----- | ----- | ----- |
| 2 051 | 1 649 | 2 073 | 2 277 | 2 212 | 2 274 | 2 203 | 2 349 | 2 436 |

| 1856  | 1861  | 1866  | 1872  | 1876  | 1881  | 1886  | 1891  | 1896  |
| ----- | ----- | ----- | ----- | ----- | ----- | ----- | ----- | ----- |
| 2 385 | 2 265 | 2 320 | 2 167 | 2 064 | 1 955 | 1 954 | 1 865 | 1 884 |

| 1901  | 1906  | 1911  | 1921  | 1926  | 1931  | 1936  | 1946  | 1954  |
| ----- | ----- | ----- | ----- | ----- | ----- | ----- | ----- | ----- |
| 1 842 | 1 686 | 1 733 | 1 637 | 1 566 | 1 543 | 1 565 | 1 795 | 1 747 |

| 1962  | 1968  | 1975  | 1982  | 1990  | 1999  | 2006  | 2008  | 2013  |
| ----- | ----- | ----- | ----- | ----- | ----- | ----- | ----- | ----- |
| 1 474 | 1 384 | 1 380 | 1 582 | 1 769 | 1 793 | 1 785 | 1 782 | 1 747 |

| 2018  | 2022  | - | - | - | - | - | - | - |
| ----- | ----- | - | - | - | - | - | - | - |
| 1 807 | 1 797 | - | - | - | - | - | - | - |

### Sports et loisirs
L'Association sportive Pointe Cotentin fait évoluer trois équipes de football en divisions de district.

## Économie
Le marché de Saint-Pierre se tient de nos jours chaque mercredi.
- Atelier[Lequel ?] géré par la chambre de commerce et d'industrie de Cherbourg-Cotentin.

## Culture locale et patrimoine

### Lieux et monuments

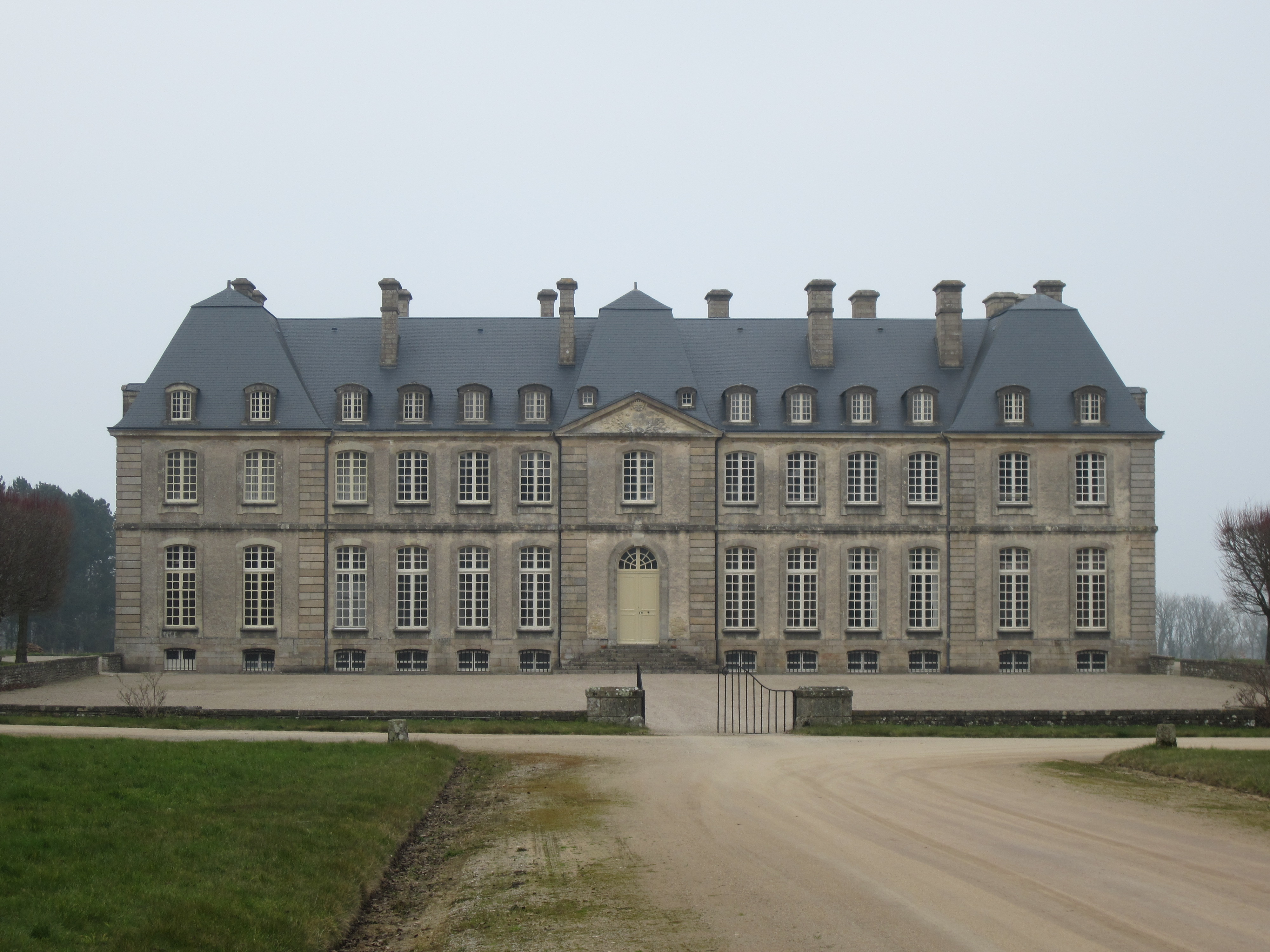
Le château de Saint-Pierre-Église.

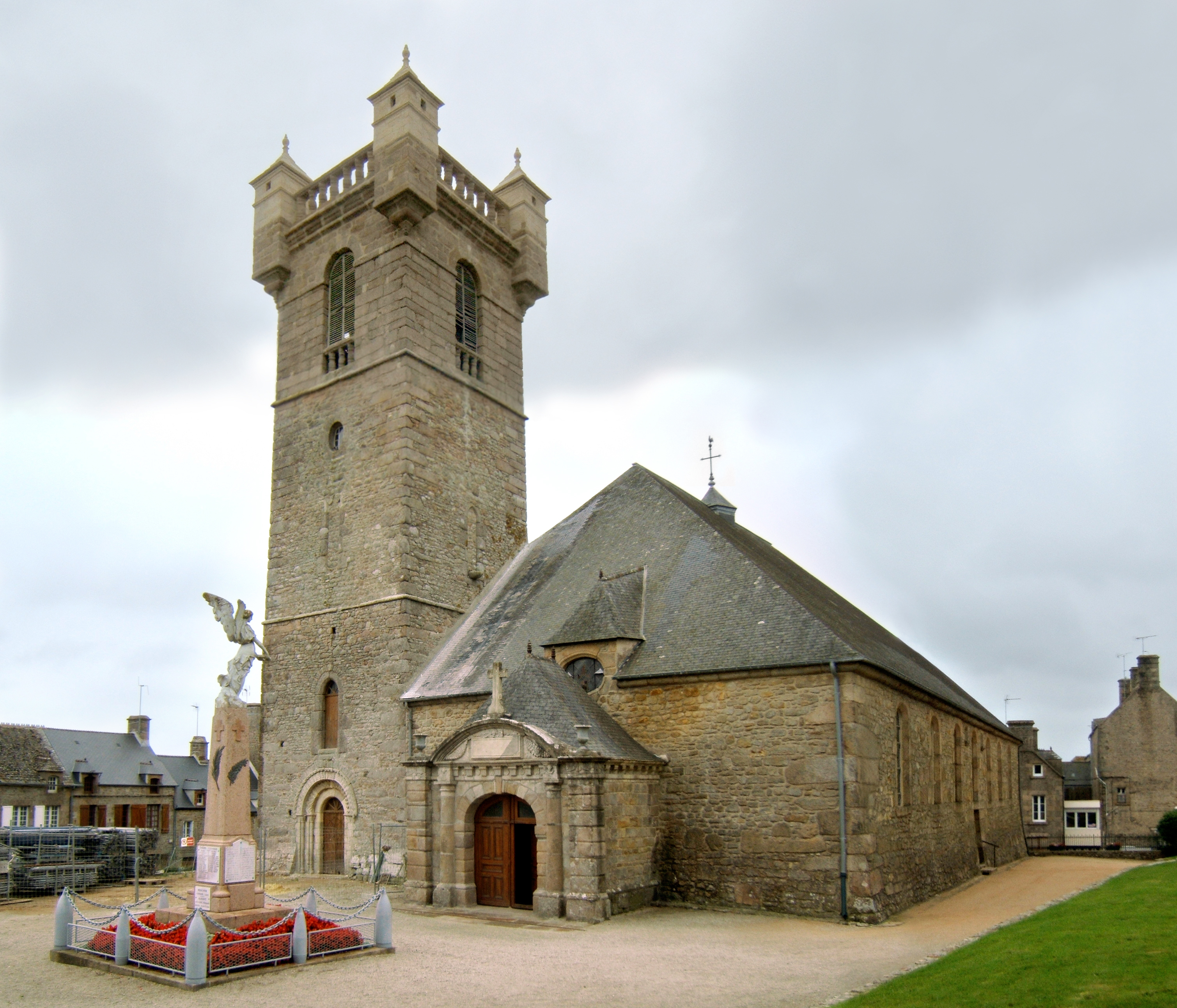
L'église Saint-Pierre.

- Château de Saint-Pierre-Église du XVIIIe siècle, inscrit partiellement aux titre des monuments historiques[43].

Le château qui occupe un parc de 55 hectares, ceinturé de hauts murs, percés de quatre porte, est occupé par l'ancienne famille seigneuriale des Clamorgan qui conserva la seigneurie jusqu'en 1575. À cette date elle est à la suite d'une vente la possession de la famille Castel. En 1802, le château passe par échange à la famille de Blangy.
- Église-Saint-Pierre de style Louis XIII (XIIe – XVIIIe siècles).

L'église est reconstruite au milieu du XVIIe siècle avec une nef en forme de barque renversée, en souvenir dit-on de la barque de saint Pierre, l'arête de la voûte figurant la quille, grâce à la générosité de Charles Castel, baron de Saint-Pierre ainsi que le petit porche dont la porte est encadrée par deux piliers classiques surmontées ce chapiteaux ioniques. À la même époque on surélève la tour carrée, comme le montre l'appareil de sa maçonnerie, atteignant 30 mètres. La dernière marche porte la date de 1661. Sa base médiévale conserve le porche roman du XIIe en plein cintre, et on la couronne d'une plate-forme avec balustrades en granit et de clochetons en forme de guérites à chacun de ses angles. La nef de l'église primitive sert de bas-côté. Le maître-autel date du XVIIe. Le retable à trois autels date de 1824. Son tableau représente saint Pierre rencontrant le Christ ressuscité. Les peintures de la voûte datent de 1924. Dans les médaillons du haut sont inscrits les commandements de Dieu, et ceux de l'Église sont situés au-dessus des arcades. L'église abrite également un ostensoir classé au titre objet aux monuments historiques.
- Statue de l'abbé de Saint-Pierre au centre de La grand-place. Le buste en bronze posé en 1933, fondu pendant l'occupation allemande, est remplacé en 1954 par une statue en pierre réalisée par les Beaux-Arts. En dessous de la statue figurent une inscription : « CHARLES FRANCOIS CASTEL - ABBE DE St PIERRE - NE DANS CETTE COMMUNE EN - FEVRIER 1658 _ DECEDE A PARIS - LE 29 FEVRIER 1734 - AUTEUR D'UN CELEBRE PROJET - DE PAIX PERPETUELLE », et les armoiries de la famille Castel : de gueules, au chevron d'argent, accosté de trois roses d'or, 2 en chef et 1 en pointe[49].
- Chapelle Notre-Dame.
- Ancien couvent des Augustines du XIXe siècle reconverti en collège. Il abrite un reliquaire du XVIIIe et une Vierge à l'Enfant du XVe[50] classés au titre objet aux monuments historiques[51].
- Statue de saint Pierre à côté de l'église élevée en 1947, en remerciement pour avoir épargné la ville pendant la guerre[52].
- Deux des menhirs du groupe qui forme un triangle dit du « Mariage des trois princesses » : la Longue Pierre au Plat Douet et la Haute Pierre à Hacouville sont situés à Saint-Pierre. Le troisième, la Pierre Plantée, est sur le territoire de Cosqueville. Selon la légende, ces princesses étaient des fées dont la dot avait été enfouie au centre de ce triangle remarquable, et on pensait que ces pierres tournaient pendant la messe de minuit[53].
- Moulin d'Hacouville, ancien moulin seigneurial.
- Lavoirs de la Birreterie, des Follières et de Raffoville.

### Personnalités liées à la commune
- Jean de Clamorgan (1480-v. 1566), seigneur de Saint-Pierre-Église.
- L'abbé de Saint-Pierre (1658 à Saint-Pierre-Église - 1743), académicien et philosophe.
- Paul Lamache (18 juillet 1810 à Saint-Pierre-Église[réf. nécessaire] - 28 juillet 1892 à Grenoble), professeur de droit, un des sept fondateurs de la société de Saint-Vincent-de-Paul.
- Pierre-Marie Beaude, écrivain, né à Saint-Pierre-Église en 1941.

### Héraldique
| Blason de Saint-Pierre-Église | Blason  | Taillé : au premier à la tour de l'église du lieu d'argent maçonnée de sable mouvant du trait de partition, au second de gueules à la croix latine renversée d'or accostée de deux clefs aux anneaux en losange pommetée adossées du même. |
| Blason de Saint-Pierre-Église | Détails | |